# 安娜·凯乌巴辛斯卡
安娜·凯乌巴辛斯卡（波蘭語：Anna Kiełbasińska，发音：[ˈan.na kjɛw.baˈɕiɲ.ska]；1990年6月26日—）是一名参加短跑和跨栏项目的波兰田径运动员。凯乌巴辛斯卡曾在青年比赛中赢得数枚奖牌。她曾代表波兰参加2012年和2016年的夏季奥林匹克运动会，以及2011年和2015年的世界田径锦标赛。她也曾获得2019年世界田径锦标赛女子4×400米接力银牌。